# Maja squinado
Espèce
Maja squinado, l'araignée de mer, est un gros crabe à la carapace triangulaire épineuse, de la famille des Majidae.
La moussette est la forme juvénile qui se développe par mues successives pendant deux ans.

## Description
- Longueur du corps : de 85 à 200 mm,
- Poids adulte : de 250 à 3 000 g.
- L'araignée femelle possède une poche ventrale arrondie tandis que celle du mâle est allongée et triangulaire[1].
- Comme tous les crustacés, l'araignée de mer possède un exosquelette

## Physiologie
- maturité sexuelle :
- gestation :
- nombre de jeunes / portée : 50 000 à 500 000 œufs par an
- nombre de portées / an :
- longévité
  - libre : 7 à 8 ans
  - captif :

## Localisation
Cette espèce ne se rencontre qu'en mer Méditerranée.
En Atlantique du nord-est de l'Irlande à la Guinée, se rencontre Maja brachydactyla qui n'est considérée comme distincte de Maja squinado que depuis 2008.

## Pêche
- La pêche s'effectue au casier et au filet et en tant que prise accessoire au chalutage.
- La taille légale est de 120 mm.
- La France est le principal producteur avec 5 000 tonnes par an.

## Consommation

### Informations nutritionnelles
Les données pour 100 grammes de chair comestible sont :
- Énergie : 127 kcal
- Protéines : 20,10 g
- Lípides : 5,20 g
- Glucides :  0,00 g

### Gastronomie
La femelle à la carapace massive et chevelue d'herbes est moins creuse que le mâle et les plus charnues sont celles qui ont le rapport poids/grosseur le plus important. Les meilleures sont les formes juvéniles, appelées moussettes et qui s'ensablent à demi parmi les herbeux.

## Référence
- Herbst, 1788 : Versuch einer Naturgeschichte der Krabben und Krebse nebst einer Systematischen Beischreibung ihrer Verschieden Arten. vol. 1, Part. 7, p. 207–238.